# Breuillet (Essonne)
Breuillet ist eine französische Gemeinde mit 9023 Einwohnern (Stand: 1. Januar 2022) im Département Essonne in der Region Île-de-France; sie gehört zum Arrondissement Palaiseau und zum Kanton Dourdan. Die Einwohner heißen Breuilletois.

## Geographie
Breuillet liegt an der Mündung der Renarde in die Orge.
Nachbargemeinden von Breuillet sind Bruyères-le-Châtel im Norden, Égly im Nordosten, Saint-Yon im Osten und Südosten, Breux-Jouy im Süden, Saint-Chéron im Südwesten sowie Saint-Maurice-Montcouronne im Westen und Nordwesten.
Beide Bahnhöfe in der Gemeinde, Breuillet-Village und Breuillet-Bruyères-le-Châtel, werden von der Linie RER C bedient.

## Bevölkerungsentwicklung
| Jahr      | 1962 | 1968 | 1975 | 1982 | 1990 | 1999 | 2006 | 2011 |
| Einwohner | 2009 | 2639 | 6562 | 7176 | 7321 | 7331 | 8044 | 8361 |

## Sehenswürdigkeiten
- Château du Chapitre, Ende des 16. Jahrhunderts errichtet, heutiges Rathaus
- Château du Colombier, Mitte bis Ende des 18. Jahrhunderts erbaut

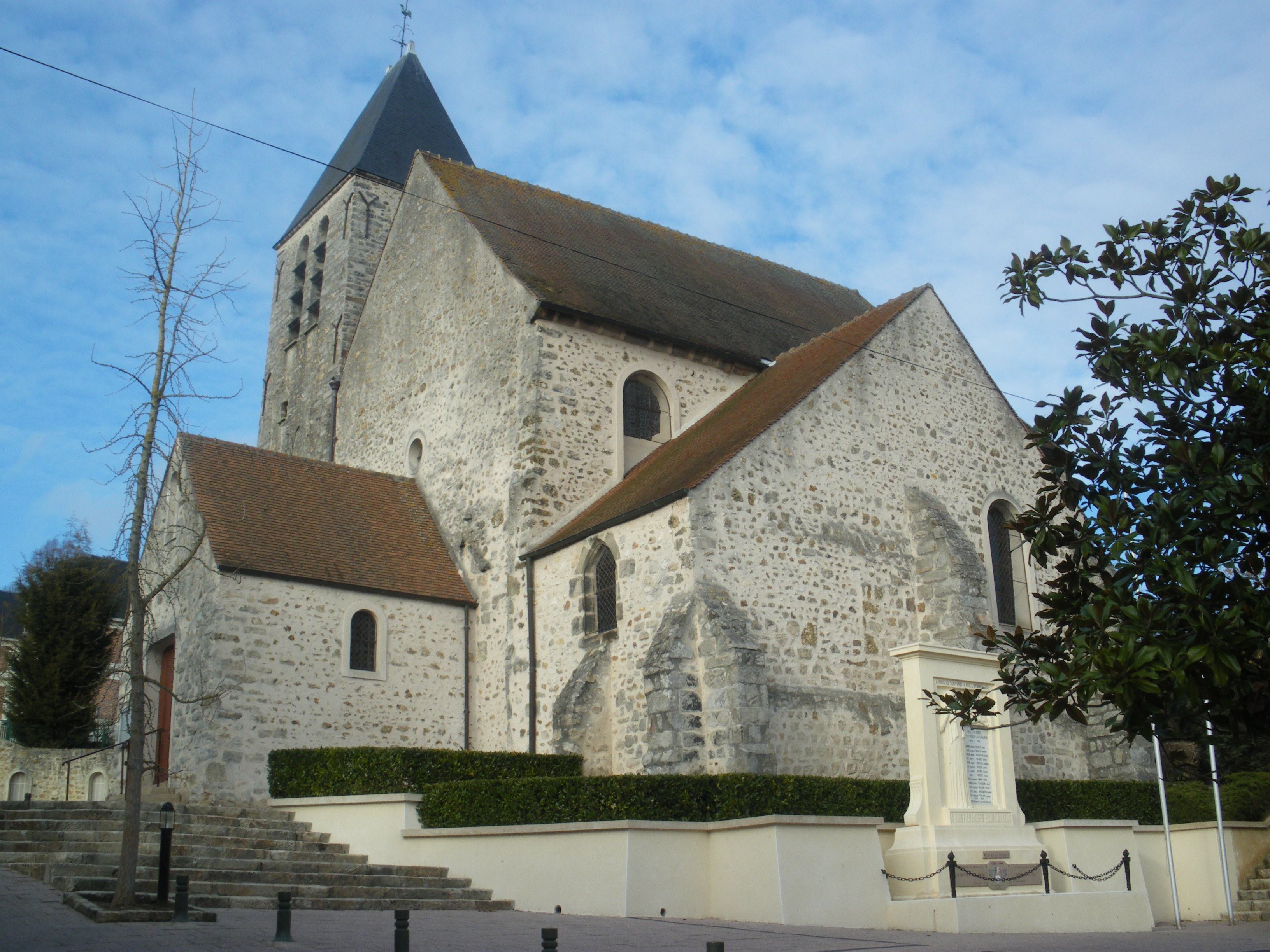
Kirche Saint-Pierre

- Kirche Saint-Pierre

## Gemeindepartnerschaften
- Ammanford, Carmarthenshire (Wales), Vereinigtes Königreich

## Persönlichkeiten
- Stéphane Desombre (1907–1981), Abenteurer und Schriftsteller